# Inżynieria kwantowa
Inżynieria kwantowa – dziedzina grupująca zespół nauk i technologii, zajmująca się zagadnieniami najogólniej rozumianych technik wykorzystujących zjawiska kwantowe, które obecnie mogą w istotny sposób zaważyć na kształcie naszej cywilizacji w XXI wieku.
W obecnej dobie staje się realna możliwość konstruowania urządzeń wykorzystujących bezpośrednio efekty kwantowe, takich jak jednoelektronowy tranzystor czy kwantowy komputer.
Inżynieria kwantowa to szereg nowych dziedzin wśród których można obecnie wymienić takie jak: nanotechnologia, informatyka kwantowa, kryptografia kwantowa, spintronika, biologia molekularna, inżynieria genetyczna, chemia molekularna, biotechnologia molekularna.
Wraz z rozwojem mechaniki kwantowej, chemii kwantowej, mikrobiologii i innych kierunków możliwe staje się manipulowania pojedynczymi obiektami kwantowymi (atomami), chwytania i chłodzenia atomów przez wiązki światła laserowego, wytwarzanie atomowych kondensatów.
Potencjał nowych i przyszłych technologii jest ogromny i przekracza nasze współczesne wyobrażenia. Na przykład sterowanie kwantowe (sterowanie procesami atomowymi i cząsteczkowymi) zwiększające wydajność reakcji chemicznych wykorzystywanych przy syntezie związków chemicznych.
Celem inżynierii kwantowej jest opanowanie i budowanie, wytwarzanie i konstruowanie nowych urządzeń (np. komputer kwantowy).

## Literatura
- Gerard J. Milburn, Inżynieria kwantowa, Prószyński i s-ka, Warszawa 1999, ISBN 83-7180-671-X.